# Новопоселеновский сельсовет
Новопоселе́новский сельсовет — муниципальное образование со статусом сельского поселения в Курском районе Курской области Российской Федерации.
Административный центр — деревня 1-е Цветово.

## История
Статус и границы сельсовета установлены Законом Курской области от 21 октября 2004 года № 48-ЗКО «О муниципальных образованиях Курской области».

## Население
| 2002  | 2010  | 2012  | 2013  | 2014  | 2015  | 2016  |
| ----- | ----- | ----- | ----- | ----- | ----- | ----- |
| 2909  | ↗3156 | ↘3053 | ↘2934 | ↗3412 | ↘3401 | ↗3452 |
| 2017  | 2018  | 2019  | 2020  | 2021  |       |       |
| ↗3509 | ↗3578 | ↗3627 | ↗3703 | ↗4107 |       |       |

## Состав сельского поселения
| № | Населённый пункт | Тип населённого пункта          | Население |
| - | ---------------- | ------------------------------- | --------- |
| 1 | 1-е Цветово      | деревня, административный центр | ↗1151     |
| 2 | Александровка    | деревня                         | ↘110      |
| 3 | Берёзка          | деревня                         | ↘181      |
| 4 | Екатериновка     | деревня                         | ↗124      |
| 5 | Заповедный       | посёлок                         | ↘98       |
| 6 | Кукуевка         | деревня                         | ↘374      |
| 7 | Новопоселеновка  | деревня                         | ↗576      |
| 8 | Селиховы Дворы   | деревня                         | ↗542      |